# Personer i Sverige födda i Frankrike
Till personer i Sverige födda i Frankrike räknas personer som är folkbokförda i Sverige och som har sitt ursprung i Frankrike. Enligt Statistiska centralbyrån fanns det 2023 i Sverige sammanlagt cirka 14 000 personer födda i Frankrike. Stockholm är den svenska kommun med flest franskfödda invånare.
Fransk närvaro i Sverige har varierat i form och omfattning under århundradena. Det franska språket var modespråk på 1700-talet och det franska språket i Sverige utkonkurrerade då det tyska språket som viktigaste främmande språk.

## Historik

### Stormaktstiden och den gustavianska tiden

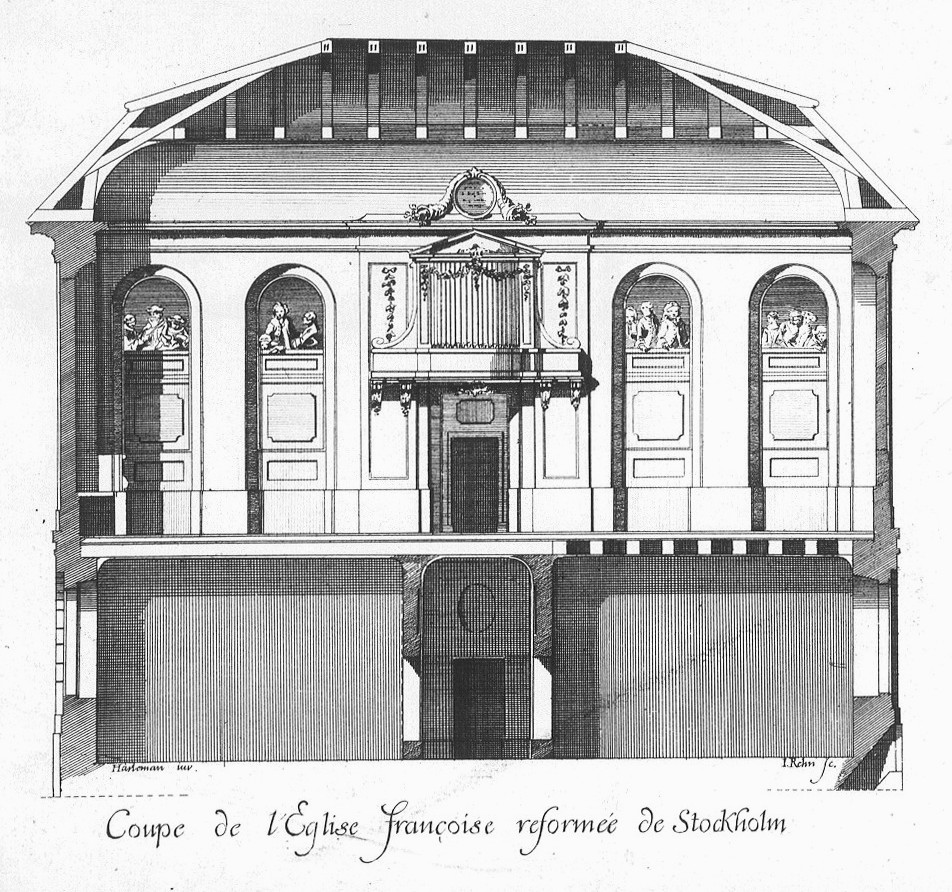
Franska reformerta kyrkan på Stora Nygatan i Stockholm.

Under stormaktstiden kom ett hundratal franska familjer till Sverige, kalvinister, främst på grund av religiöst förtryck, efter konflikter mellan katoliker och protestanter. Bland dem märks Bedoire, en gren adlad de Bedoire; de Flon, adlad Adlercrona; de Laval; Roquette, adlad Hägerstierna; och Toutin. Flera av dem var till yrket handelsmän och hantverkare. Dessa immigranter bevarade sin identitet även i det svenska samhället. Ett flertal av dem lyckades klättra upp i samhällshierarkin, och en del av dem gjorde betydande insatser inom finanssektorn. Detta manifesterades av att de reformerta fransmännen tillsammans med andra grupper ingick i 'skeppsbroadeln', vilket var en benämning på den förmögna köpmannaklassen i Stockholm från 1600-talet och framåt.
År 1687 grundades den Franska lutherska församlingen i Stockholm, som dock egentligen inte var en formell församling utan snarare en serie privata religiösa sammankomster. Det franska språkets ställning stärktes och flera franskspråkiga tidningar gavs ut. Bland dem märks Stockholm Gazette som utkom 1742–1758.

### Bernadotte

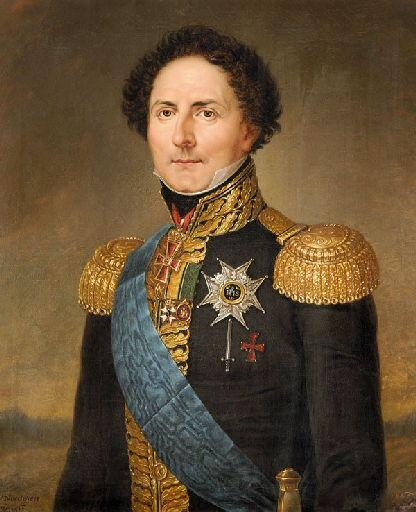
Karl XIV Johan var bördig ifrån Frankrike. Han valdes 1810 av Sveriges riksdag till Sveriges tronföljare.

Under 1800-talet föddes Karl XIV Johan i Frankrike och valdes år 1810 av Sveriges riksdag till Sveriges tronföljare. Han kom att bli känd som kung Karl XIV Johan av Sverige och Norge och var den mest framstående fransmannen som bosatte sig i Sverige under den tiden.

### Modern tid
I nutiden utgör personer födda i Frankrike en relativt liten andel av Sveriges invandringsbefolkning under 2000-talet. Jämfört med andra europeiska länder, såsom Finland, Polen och Tyskland, har antalet fransmän som flyttat till Sverige varit betydligt färre. Bland framstående personer i Sverige födda i Frankrike märks nobelpristagaren Anne L'Huillier.

## Demografi

### Historisk utveckling
| Personer i Sverige födda i Frankrike 1900–2024 | Personer i Sverige födda i Frankrike 1900–2024 | Personer i Sverige födda i Frankrike 1900–2024 | Personer i Sverige födda i Frankrike 1900–2024 | Personer i Sverige födda i Frankrike 1900–2024 |
| --- | ---------------------------------------------- | ---------------------------------------------- | ---------------------------------------------- | ---------------------------------------------- |
| |                                                |                                                |                                                |                                                |
| År |                                                |                                                | Folkmängd                                      |                                                |
| 1900 | 1900                                           |                                                | 255                                            |                                                |
| 1930 | 1930                                           |                                                | 599                                            |                                                |
| 1950 | 1950                                           |                                                | 1 367                                          |                                                |
| 1960 | 1960                                           |                                                | 1 750                                          |                                                |
| 1970 | 1970                                           |                                                | 2 487                                          |                                                |
| 1980 | 1980                                           |                                                | 3 166                                          |                                                |
| 1990 | 1990                                           |                                                | 3 844                                          |                                                |
| 2000 | 2000                                           |                                                | 5 602                                          |                                                |
| 2001 | 2001                                           |                                                | 5 896                                          |                                                |
| 2002 | 2002                                           |                                                | 6 048                                          |                                                |
| 2003 | 2003                                           |                                                | 6 155                                          |                                                |
| 2004 | 2004                                           |                                                | 6 311                                          |                                                |
| 2005 | 2005                                           |                                                | 6 530                                          |                                                |
| 2006 | 2006                                           |                                                | 6 709                                          |                                                |
| 2007 | 2007                                           |                                                | 6 946                                          |                                                |
| 2008 | 2008                                           |                                                | 7 429                                          |                                                |
| 2009 | 2009                                           |                                                | 7 798                                          |                                                |
| 2010 | 2010                                           |                                                | 7 944                                          |                                                |
| 2011 | 2011                                           |                                                | 8 302                                          |                                                |
| 2012 | 2012                                           |                                                | 8 385                                          |                                                |
| 2013 | 2013                                           |                                                | 8 631                                          |                                                |
| 2014 | 2014                                           |                                                | 9 005                                          |                                                |
| 2015 | 2015                                           |                                                | 9 525                                          |                                                |
| 2016 | 2016                                           |                                                | 10 028                                         |                                                |
| 2017 | 2017                                           |                                                | 10 650                                         |                                                |
| 2018 | 2018                                           |                                                | 11 159                                         |                                                |
| 2019 | 2019                                           |                                                | 11 537                                         |                                                |
| 2020 | 2020                                           |                                                | 11 854                                         |                                                |
| 2021 | 2021                                           |                                                | 12 618                                         |                                                |
| 2022 | 2022                                           |                                                | 13 445                                         |                                                |
| 2023 | 2023                                           |                                                | 14 006                                         |                                                |
| 2024 | 2024                                           |                                                | 14 270                                         |                                                |
| Anm.: Befolkning den 31 december respektive år förutom åren 1960 och 1970 som avser förhållandet den 1 november och år 1980 som avser förhållandet den 15 september. |                                                |                                                |                                                |                                                |